# Paris-Roubaix de 1914
A 19.ª edição da Paris-Roubaix teve lugar a 12 de abril de 1914 e foi vencida pela segunda vez pelo francês Charles Crupelandt. Foi a última edição antes da I Guerra Mundial.

## Classificação final
| Posição | Ciclista             | Equipa         | Tempo |
| ------- | -------------------- | -------------- | ----- |
| 1       | Charles Crupelandt   | La Française   |       |
| 2       | Louis Luguet         | Automoto       |       |
| 3       | Louis Mottiat        | Alcyon         |       |
| 4       | Oscar Egg            | Peugeot-Wolber |       |
| 5       | Jean Rossius         | Alcyon         |       |
| 6       | Cyrille van Hauwaert | La Française   |       |
| 7       | Pierre Vandevelde    | -              |       |
| 8       | Dieudonné Gauthy     | Alcyon         |       |
| 9       | Émile Aerts          | -              |       |
| 10      | Émile Georget        | Peugeot-Wolber |       |